# Paatari
Paatari eller Paadarjärvi är en sjö i Finland. Den ligger i kommunen Enare i landskapet Lappland, i den norra delen av landet, 1 000 km norr om huvudstaden Helsingfors. Paatari ligger 144,6 meter över havet. Arean är 20,46 kvadratkilometer och strandlinjen är 47,08 kilometer lång. Sjön  ingår i Pasvik älvs huvudavrinningsområde. 
Lemmenjoki och Vaskojoki rinner ut i sjön. Paatari avrinner via Juutuanjoki till Enare träsk, med utlopp i Enare kyrkby.

## Öar i Paatari
- Tajasaari (en ö)
- Isosaari (en ö)
- Pekan Iisakin saari (en ö)
- Kaakkurilaassa (en ö)
- Tanjalássááh (en ö)
- Njuorâ (en ö)
- Čuiváánjargâ (en ö)
- Alamukansaari (en ö)

## Paataris omgivning
- Jurmuntunturi (en kulle)
- Kaksemajärvi (en sjö)
- Lemmenjoki (ett vattendrag)
- Menesjoki (ett vattendrag)
- Solojärvi (en sjö)
- Vaskojoki (ett vattendrag)